# São Vicente Férrer (Pernambuco)
São Vicente Férrer es un municipio brasileño situado en el estado de Pernambuco. Según el censo de 2022, tiene una población de 16 677 habitantes.

## Geografía
Está ubicado en la unidad geoambiental de la Meseta de Borborema, formada por macizos y altas colinas. Su altitud varía entre los 650 y los 1000 metros sobre el nivel del mar.

## Historia
Fue fundado el 11 de septiembre de 1928 y originalmente estaba conformado por el antiguo distrito de São Vicente, el distrito de Macapá del municipio de Timbaúba y parte del distrito de São José do Siriji del municipio de Bom Jardim.
En 1931 la sede y la denominación del municipio fue trasladada a Macapá.
Cambió su nombre a distrito de Manoel Borba en 1938, y el 29 de diciembre de 1953 fue elevado nuevamente a la categoría de municipio, adoptando su nombre actual, São Vicente Férrer.